# Жељко Црнојевић
Жељко Црнојевић (22. октобар 1949) је друштвени радник. 

Трећи је председник Српског привредног друштва Привредник из Загреба. Изабран је за председника на скупштини 3. марта 1997. године. После годину дана проведених као председник Привредника поднео је оставку. Дуго година је радио у Индустрији нафте у Загребу.